# PAS Giannina F.C.
PAS Giannina Football Club (græsk: ΠΑΕ ΠΑΣ Γιάννινα 1966), eller med det fulde navn Panepirotikos Athlitikos Syllogos Giannina (græsk: Πανηπειρωτικός Αθλητικός Σύλλογος Γιάννινα, Panepirotic Athletic Club Giannina)  er en græsk fodboldklub beliggende i Ioannina. Klubben spiller til dagligt i den græske liga Football League.